# Puerto del Hambre
Puerto del Hambre (deutsch: Hungerhafen) ist ein Naturhafen auf der Brunswick-Halbinsel an der Nordküste der Magellanstraße, rund 60 km südlich von Punta Arenas in Chile gelegen. Er war im 16. Jahrhundert der Schauplatz einer katastrophal gescheiterten Kolonisierung. Die kleine Bucht liegt nördlich von der Halbinsel Punta Santa Ana, wo sich Fuerte Bulnes befindet. An der Straße von Punta Arenas nach Puerto del Hambre steht ein Wegmal, das die halbe Strecke zwischen dem Südpol und der chilenischen Grenze mit Peru markiert.

## Geschichte
Am Puerto del Hambre wurde im März 1584 von Pedro Sarmiento de Gamboa die Siedlung Rey Don Felipe gegründet. Die ersten spanischen Siedler verhungerten aufgrund der kargen Vegetation. Der englische Pirat Thomas Cavendish fand 1587 die Ruinen der Siedlung. Rund 300 Siedler waren verhungert bzw. erfroren. Er nannte den Ankerplatz Port Famine.
1828 erreichte das englische Schiff Beagle unter Kapitän Pringle Stockes Puerto de Hambre. Zwischen 1832 und 1834 reiste auch Charles Darwin auf der Beagle in der Gegend südlich von Feuerland.
Am 21. September 1843 gründete John Williams Wilson die Festung Fuerte Bulnes. Obwohl auch diese Siedlung nur kurze Zeit aufrechterhalten werden konnte, war die Aktion von nachhaltiger Bedeutung für die Inkorporation der Magellanstraße in das chilenische Hoheitsgebiet.
Seit dem 1. Februar 1968 gelten die Ruinen von Puerto del Hambre als Nationales Monument.

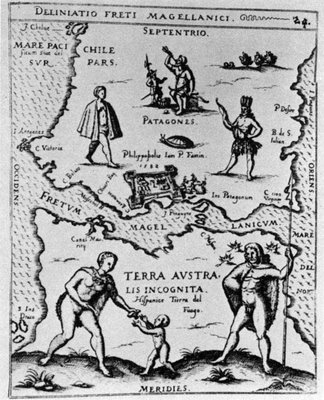
Diese Karte vom Ende des 16. Jahrhunderts zeigt Ciudad del Rey Felipe (Philippolis cum P. Fermin) wie  die Gründer sie gerne gehabt hätten.
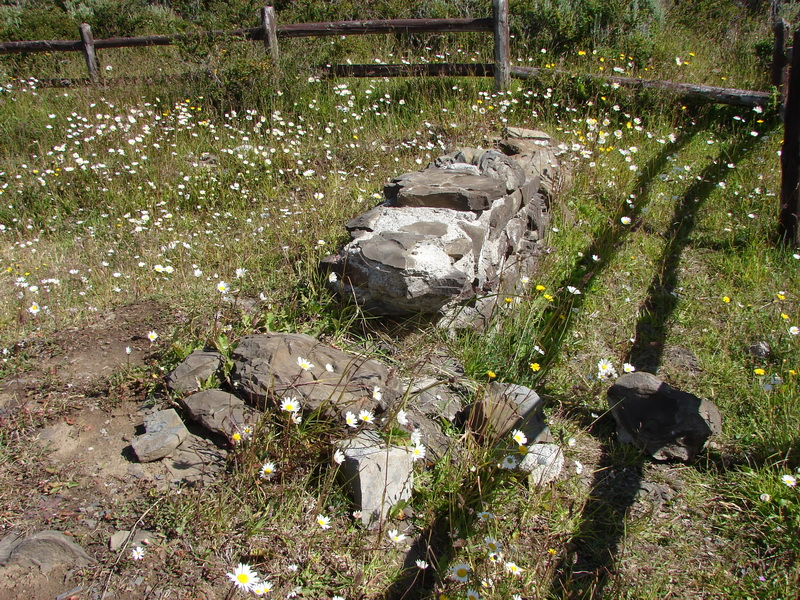
Die Grundmauern der Kirche von 1584 der Siedlung Ciudad del Rey Felipe bei Puerto del Hambre.
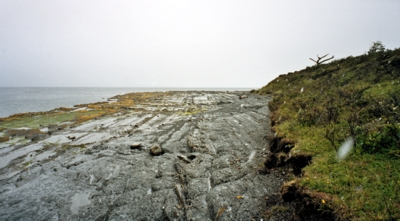
Landschaft bei Puerto del Hambre
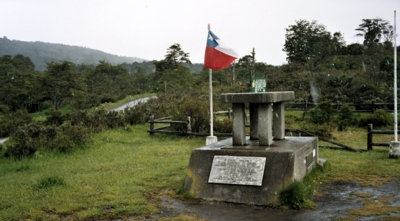
Gedenkstein für die spanischen Kolonisten bei Puerto del Hambre
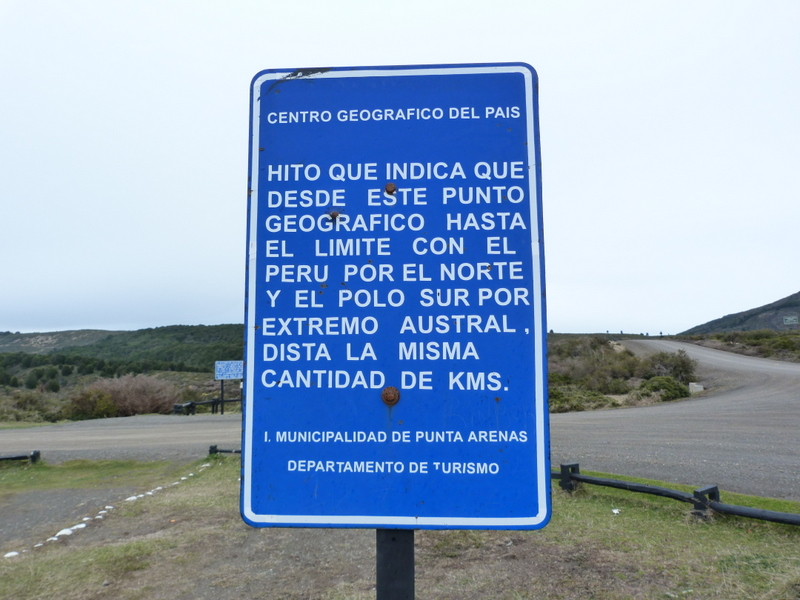
Auf halber Strecke zwischen Südpol und Peru